# Cifra kígyógomba
A cifra kígyógomba (Mycena inclinata) a kalaposgombák rendjén belül a pereszkefélék (Tricholomataceae) családjába sorolt kígyógomba (Mycena) nemzetség egyik faja.

## Származása, elterjedése
Magyarországon viszonylag gyakori és elterjedt.

## Megjelenése, felépítése
3–10 cm hosszú, mindössze 1–3 mm átmérőjű tönkje hengeres, gyakran görbült. A tönk a kalap alatt fehér, lefelé narancsbarna, majd feketés, korpázott, hosszirányban szálas.
1–3, ritkán 4 cm átmérőjű kalapja kúpos vagy harang alakú, a széle bordázott; gyakran rojtos. A kalap felszíne sima vagy sugarasan benőve szálas, nedvesen áttetszően bordázott egészen a közepéig. Színe szürkésbarna vagy bézsbarna, a széle felé egyre világosabb. Középsűrűn álló, felkanyarodó lemezei eleinte fehérek. idővel beszürkülnek.
Húsa barnás, vizenyős, törékeny. Íze és szaga lisztes vagy retekszerű.
8–10,5 x 5,5–6 µm-es, elliptikus, sima spórái fehérek, olajcseppekkel.

## Életmódja, élőhelye
Lombos erdőkben (főleg gyertyános–tölgyesekben) csoportosan nő, főleg a tölgy (Quercus spp.), a gesztenye (Castanea spp. — ez Magyarországon értelemszerűen a szelídgesztenye, Castanea sativa) vagy a kőris (Fraxinus spp.) tuskóin szeptembertől novemberig.
A sötétben lumineszkál.

## Felhasználása
Étkezési értéke tisztázatlan. Nem mérgező, de az ízét általában kellemetlennek tartják; ráadásul nehezen határozható.

## Hasonló fajok
Sok, hasonló külsejű kígyógomba fajt ismerünk; ezektől szabad szemmel jellegzetes tönkszíne, élőhelye és csoportos megjelenése alapján különíthető el.